# Bugatti Chiron
Bugatti Chiron (укр. Бугатті Широн) — середньомоторний, двомісний спортивний автомобіль, розроблений автобудівною компанією Bugatti (яка перебуває у власності Volkswagen Group) як наступник Bugatti Veyron. Chiron був уперше показаним на Женевському автосалоні 1 березня 2016 року.

## Етимологія

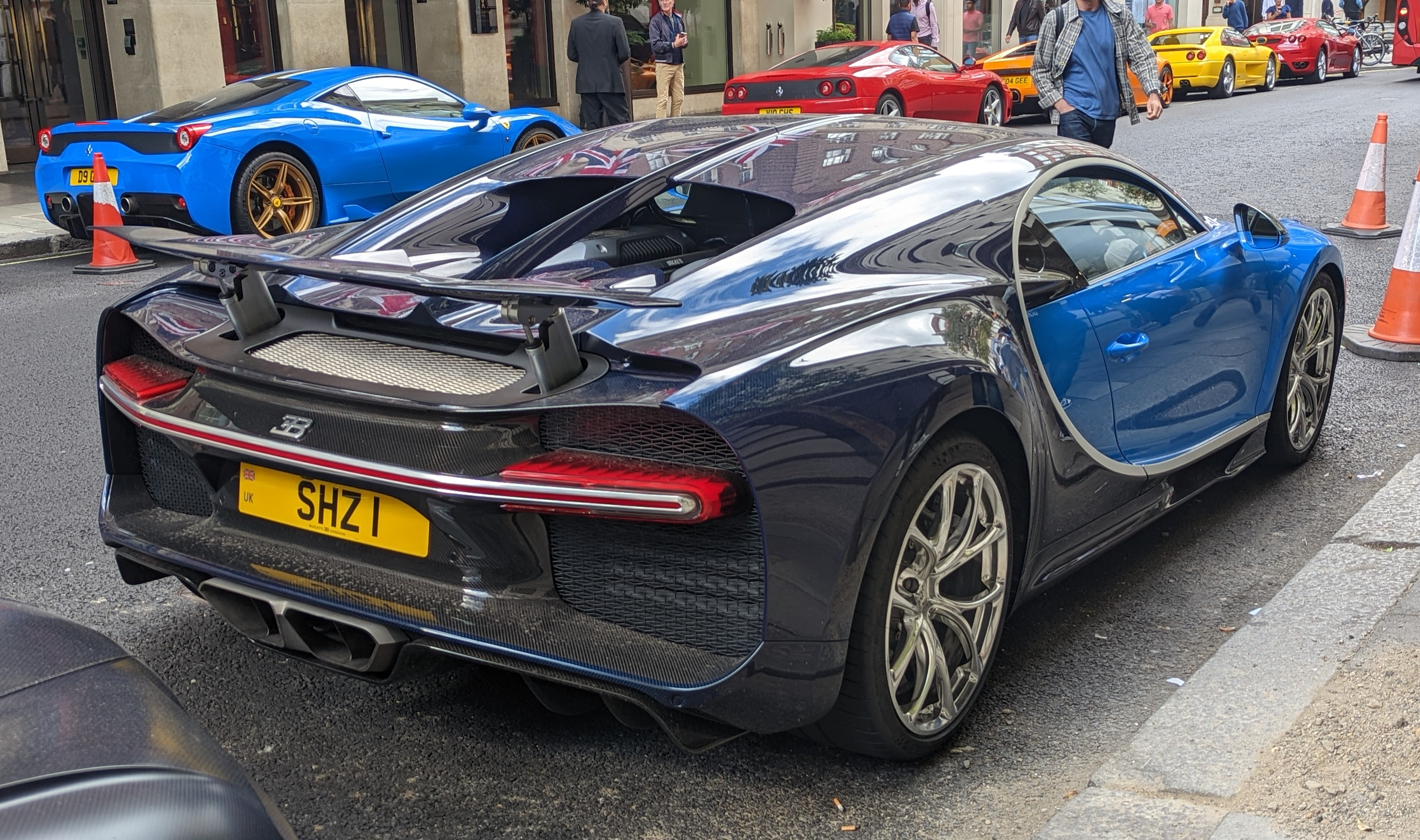

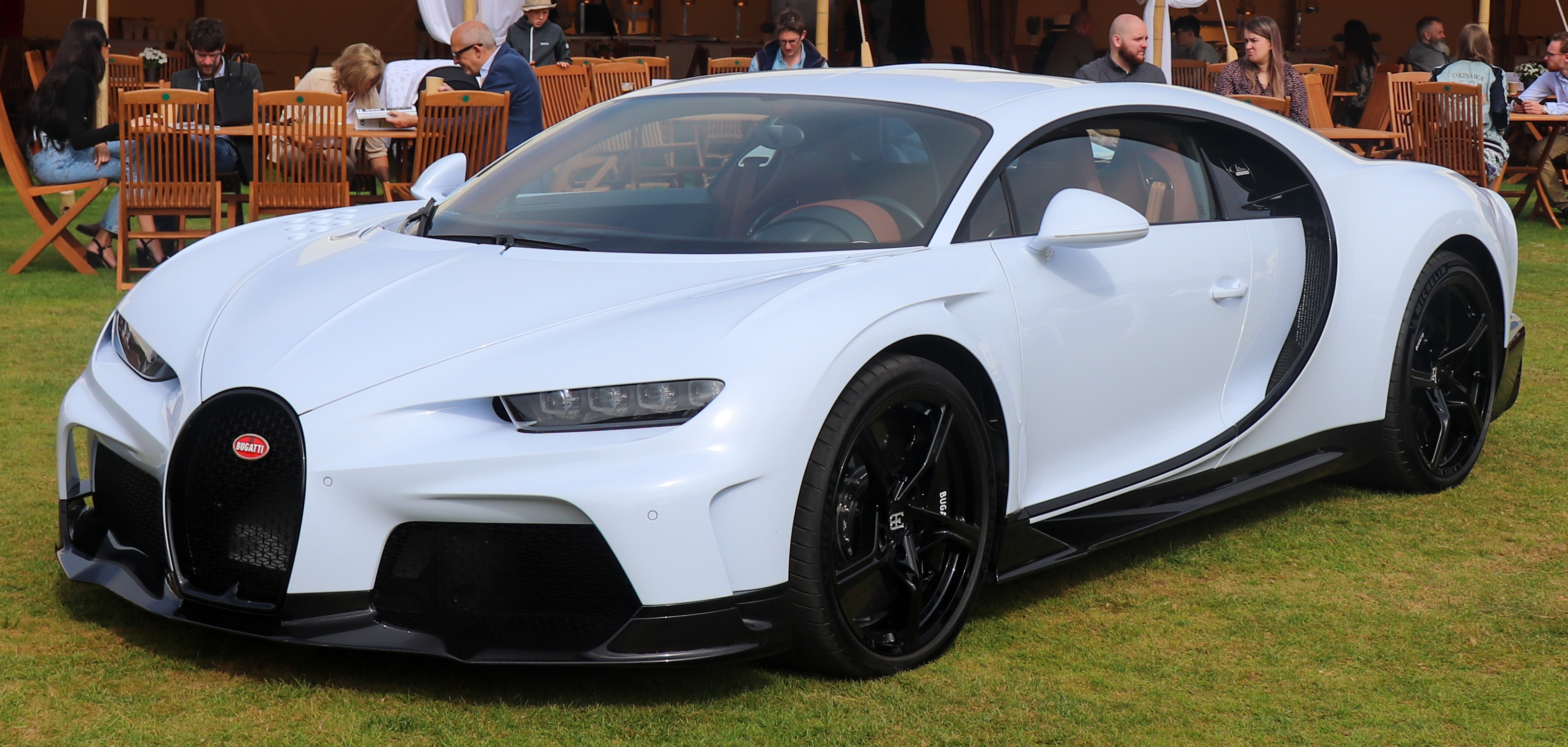
Bugatti Chiron Super Sport

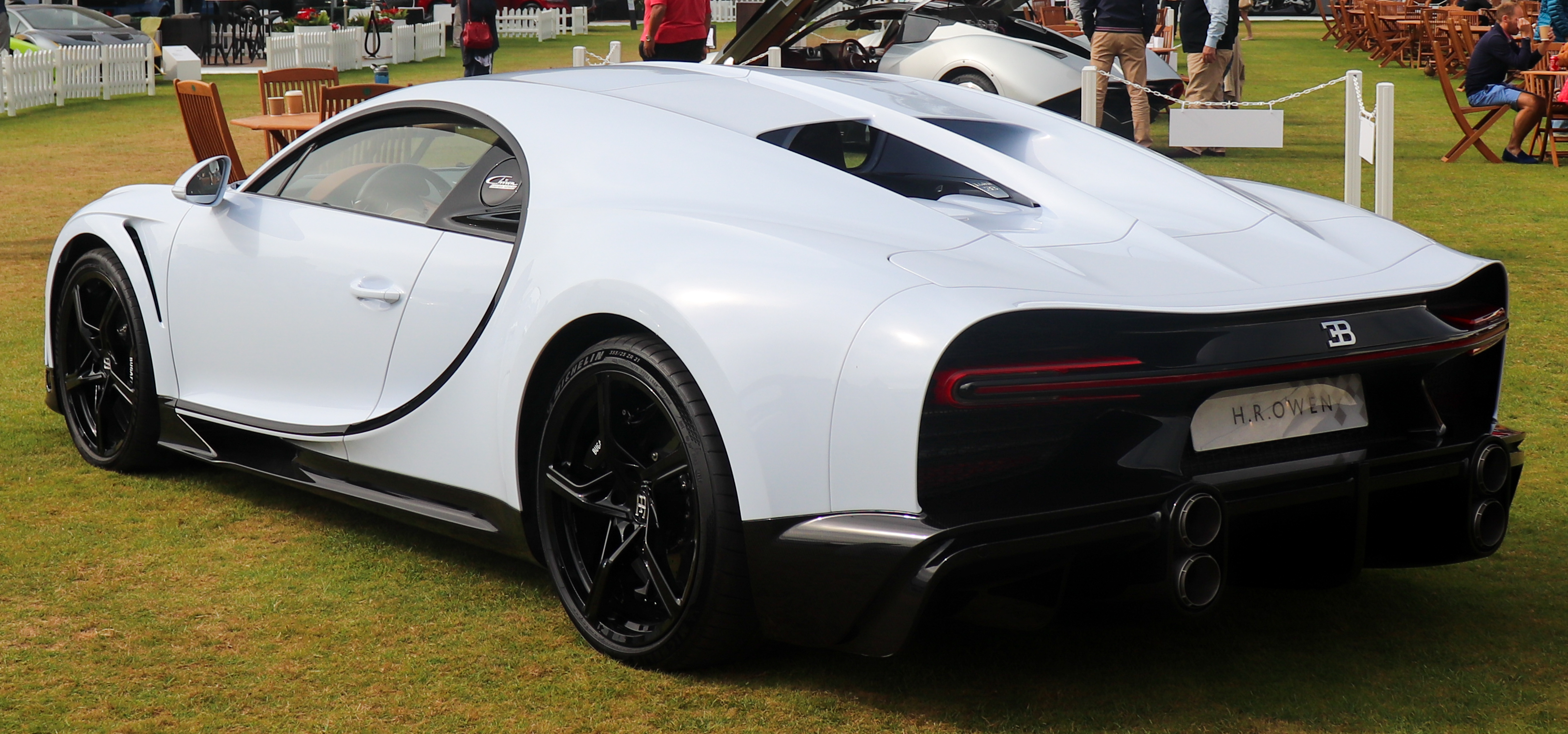
Bugatti Chiron Super Sport

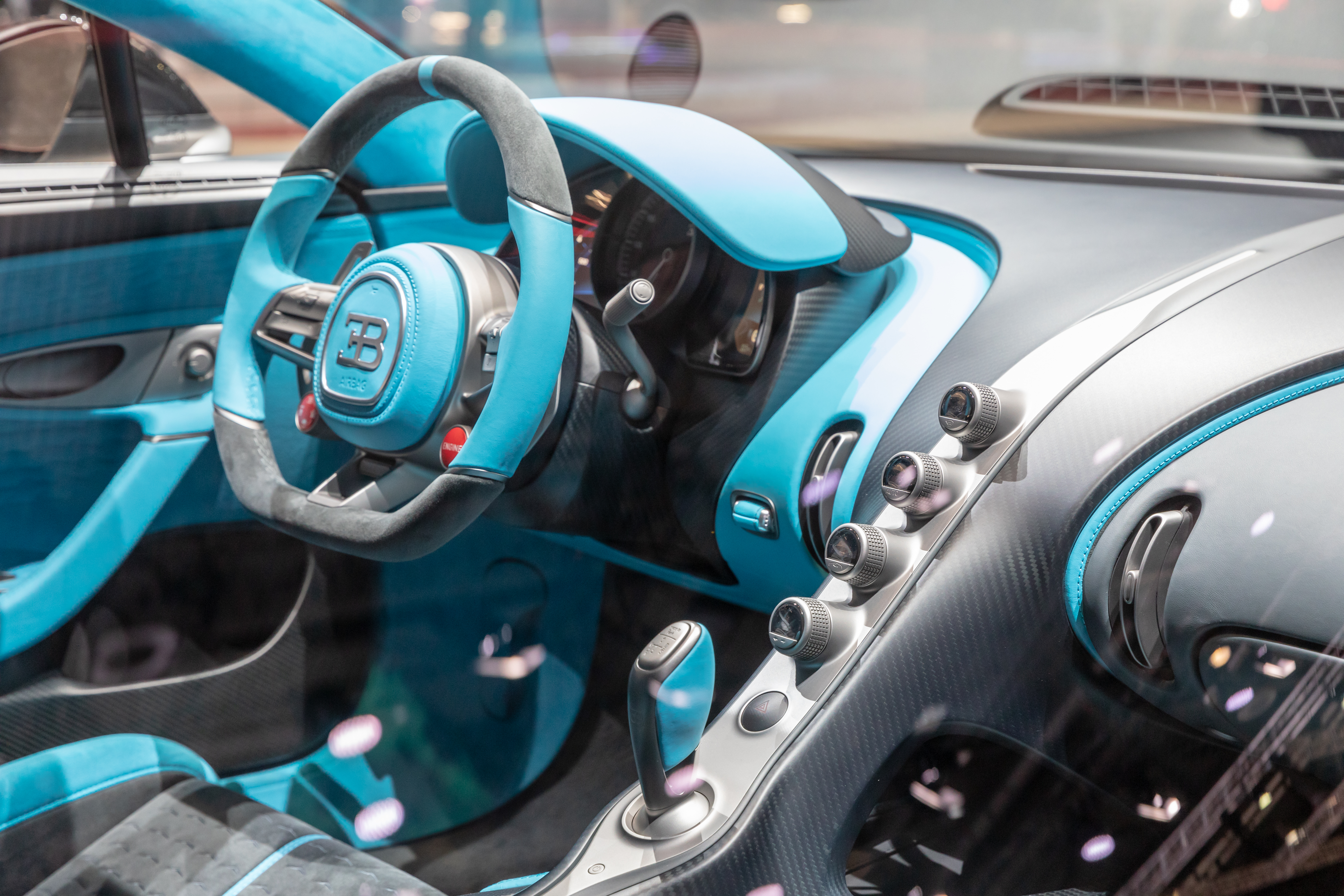

Модель отримала назву на честь автогонщика Луї-Александра Широна, який виступав за марку з 1928 по 1958 рік. Назва моделі має кілька варіантів прочитання: «Чірон, Хірон» - грецьке ім'я кентавра, вчителі Ахілла і Геракла; «Кайрон» - назва використовується в ЗМІ.

## Технічні характеристики
На відміну від своїх головних суперників — McLaren P1, Ferrari LaFerrari і Porsche 918, — він використовує тільки звичайне паливо. Його двигун — перероблений 8-літровий W16 квадро-турбо від Veyron потужністю 1500 кінських сил при 6700 об/хв, 1600 Нм при 2000–6000 об/хв, трансмісія — посилена 7-ступінчаста коробка DSG із двома зчепленнями звідти ж, і так само, як і на Veyron, вона передає всю міць на чотири колеса.
Максимальна швидкість автомобіля складає 420 км/год, при цьому для того, щоб її досягти, необхідно використати окремий ключ, який активує функції, що поліпшують аеродинаміку автомобіля.
У звичайному режимі електроніка обмежить швидкість Chiron до 380 км/год. Chiron розганяється до 100 км/год за 2.4 секунди, до 200 за 6.5, а до 300 за 13,6 сек.
На повній швидкості 100-літровий паливний бак буде порожнім через 8 хвилин, тобто 190 л/100 км. Суперкар має спеціальну систему, що дозволяє відключати частину циліндрів за спокійної їзди. Завдяки цьому знизиться витрата палива: називається число у 20 літрів на 100 км.
Вуглецеве волокно, з якого виконаний кузов, було покращено порівняно із попереднім спортивним автомобілем Bugatti Veyron. Шасі автомобіля здатне працювати в п'яти режимах, розрахованих на різну швидкість їзди.

## Про автомобіль
«Якби ми пішли гібридним шляхом, то отримали б зайву вагу. Крім того, довелося б переглянути комплектацію — оскільки в цій машині все упаковано дуже щільно — і міняти дизайн », — пояснює Вольфганг Дюрхаймер, голова Bugatti. «Ми значно підняли планку максимальної швидкості, збільшили потужність на 25%, поліпшили аеродинаміку і зчеплення з дорогою. Нам не потрібен гібрид».
«Авто» — режим за замовчуванням, в якому величезний мозок Chiron вибирає відповідні установки на свій розсуд. «Підйом» розрахований на «лежачих поліцейських» або перевезення на трейлері, і доступний на швидкості до 50 км/год. Розженетеся до 180 км/год, і режим «Автобан» активується автоматично, пом'якшуючи підвіску для комфортного і стабільного руху на високій швидкості. Режим «Керованість» стане в пригоді на треку.
Таких автомобілів вийде всього 500 і кожен коштуватиме 2,6 млн $.

### Bugatti Chiron Super Sport 300+
Обмежена серія Bugatti Chiron Super Sport 300+ восени 2019 року встановила рекорд швидкості, показавши 490,484 км/год. Автомобіль отримав двигун 8.0 л W16 квадро-турбо потужністю 1600 кінських сил при 6700 об/хв, 1600 Нм при 2000–6000 об/хв.
Bugatti Chiron Super Sport 300+ був випущений обмеженим тиражем в 30 автомобілів. Усі 30 моделей вже продані, а ціни починаються з 3,5 млн. євро (4 млн. доларів США).

## Дивись також
- Bugatti Bolide
- Bugatti Veyron
- Bugatti Divo
- Porsche 918
- Ferrari 488 GTB
- Ford Mustang
- Tesla Roadster (2020)
- Список рекордів серійних автомобілів

## Зовнішнє посилання
Офіційний сайт [Архівовано 10 липня 2016 у Wayback Machine.]